# 박동원
박동원(朴東原, 1990년 4월 7일~)은 대한민국의 야구 선수이다. 현재 KBO 리그 LG 트윈스의 포수로 활동하고 있다.

## 넥센 히어로즈시절
2009년 히어로즈의 2차 3순위 지명을 받아 입단했으며, 1군에는 2010년에 처음 올라왔다. 이후 2010년 1군 7경기에 출전한 후, 상무에 합격하여 입대했다.

## 키움 히어로즈 시절

### 2013 시즌
2012년에 제대하고 복귀했을 당시 새 감독으로 취임한 염경엽이 시즌 전 그를 주전 포수로 밀어주겠다고 말했다. 여러모로 팀의 기대를 한 몸에 받은 유망주 포수로 기존 포수들과 함께 마무리 캠프, 스프링 캠프, 시범 경기에 참여했으며, 3월 9일에는 시범 경기에서 2타점 적시타를 쳐 냈다. 4월 24일 백업 포수였던 최경철, 서동욱이 트레이드되며 팀의 주전 포수를 맡았다. 2013년 5월 15일 한화전에서 유창식을 상대로 데뷔 첫 홈런을 쳐 냈다.

### 2014 시즌
2013년 시즌 말에 당한 부상으로 인해 마무리 캠프, 스프링 캠프에 참여하지 못했고 일본 캠프에 참여했다. 부상으로 몸을 늦게 만든 탓에 초반에 상당히 고전했으며 2군으로 내려가기도 했다. 2군에 내려가자마자 4번 타자 및 포수로 나섰다. 당시 주전 포수였던 허도환이 4년 내내 타격에서나 수비에서 최악의 모습을 보여주며 구단주, 감독 및 코칭 스태프를 비롯해 팬들의 비판 및 비난을 당했고 설상가상으로 설사병까지 걸리자 그가 선발 출전하며 기회를 잡았다. 이 때만 하더라도 그에 대한 부정적인 시선이 매우 강했으나 투수들에게 신뢰를 얻는데 성공했으며 상무 야구단 시절 4번 타자 경험을 통해 타격에서 잠재력을 터뜨렸다. 정규 시즌 이후 첫 출장한 플레이오프와 한국시리즈에서도 전 경기 선발 포수로 출전하며 안정된 수비력과 좋은 타격으로 하위 타순에서 힘을 보탰다.

### 2015 시즌
시범 경기에서 도루를 시도하다가 부상을 당했다. 몸 상태가 완전히 호전되지 않았지만 유선정이 홈으로 쇄도하다가 햄스트링 부상이 오는 바람에 1군에 빠르게 복귀했다.

### 2016 시즌
4할이 넘는 도루 저지율로 극찬을 받았지만 시즌 초반의 좋았던 페이스를 유지하지 못하고 타율이 떨어져 규정 타석을 채운 선수 중 가장 낮은 타율을 기록했다.
시즌 후 42.9% 인상된 2억원에 계약했다.

### 2017 시즌
전년도보다 출전 경기 수가 줄었으나, 타율은 2할대 중후반으로 개인 역대 최고 타율을 기록했다.

### 2018 시즌
5월에 조상우와 함께 성폭행 사건에 연루되며 2군으로 내려갔다.

### 2019 시즌
이지영과 함께 포수를 맡아 2할대 타율, 10홈런을 기록했다.

## KIA 타이거즈 시절
2022년 4월 24일 당시 KIA 타이거즈 소속이었던 김태진과 2023년 KBO 리그 신인 드래프트 2라운드 지명권, 10억원을 포함한 1:1 트레이드를 통해 이적하였다.

## LG 트윈스 시절
2022년 11월 21일 LG 트윈스와 계약 기간 4년, 계약금 20억, 연봉 총액 45억 등 총액 65억원에 FA 계약을 체결하며 이적하였다.

## 국가대표팀 경력
2024년에 프리미어 12 대회에 참가하는 대한민국 대표팀에 발탁되어 처음으로 국가대표 선수가 되었다.

## 별명
- 참치캔 제조 회사의 이름과 같아 '참치'라고 불린다.

## 출신 학교
- 양정초등학교
- 부산개성중학교
- 개성고등학교

## 통산 기록
| 연도 | 팀명   | 타율  | 경기 | 타수 | 득점 | 안타 | 2루타 | 3루타 | 홈런 | 루타 | 타점 | 도루 | 도실 | 볼넷 | 사구 | 삼진 | 병살 | 실책 |
| ---- | ------ | ----- | ---- | ---- | ---- | ---- | ----- | ----- | ---- | ---- | ---- | ---- | ---- | ---- | ---- | ---- | ---- | ---- |
| 2010 | 넥센   | 0.000 | 7    | 2    | 0    | 0    | 0     | 0     | 0    | 0    | 0    | 0    | 0    | 0    | 0    | 1    | 0    | 0    |
| 2013 | 넥센   | 0.194 | 69   | 98   | 5    | 19   | 6     | 0     | 1    | 28   | 6    | 1    | 0    | 7    | 1    | 28   | 6    | 6    |
| 2014 | 넥센   | 0.253 | 76   | 174  | 32   | 44   | 7     | 2     | 6    | 73   | 26   | 0    | 0    | 13   | 5    | 41   | 7    | 7    |
| 2015 | 넥센   | 0.266 | 127  | 379  | 47   | 101  | 12    | 1     | 14   | 157  | 61   | 0    | 0    | 37   | 9    | 93   | 4    | 2    |
| 2016 | 넥센   | 0.248 | 127  | 411  | 44   | 102  | 25    | 1     | 14   | 171  | 70   | 3    | 1    | 27   | 7    | 93   | 18   | 7    |
| 2017 | 넥센   | 0.270 | 103  | 256  | 33   | 69   | 9     | 0     | 11   | 111  | 39   | 2    | 1    | 17   | 3    | 56   | 9    | 8    |
| 2018 | 넥센   | 0.248 | 39   | 117  | 19   | 29   | 3     | 0     | 6    | 50   | 17   | 0    | 0    | 9    | 0    | 25   | 3    | 2    |
| 2019 | 키움   | 0.297 | 112  | 317  | 50   | 94   | 15    | 1     | 10   | 141  | 55   | 1    | 0    | 34   | 2    | 56   | 10   | 1    |
| 2020 | 키움   | 0.250 | 112  | 324  | 45   | 81   | 21    | 0     | 12   | 138  | 50   | 0    | 0    | 38   | 6    | 68   | 10   | 6    |
| 2021 | 키움   | 0.242 | 131  | 413  | 61   | 103  | 21    | 0     | 22   | 190  | 83   | 2    | 0    | 53   | 7    | 114  | 12   | 5    |
| 2022 | KIA    | 0.255 | 123  | 385  | 52   | 93   | 21    | 0     | 18   | 168  | 57   | 1    | 0    | 45   | 9    | 95   | 9    | 5    |
| 2023 | LG     | 0.249 | 130  | 409  | 54   | 102  | 17    | 1     | 20   | 181  | 75   | 0    | 1    | 49   | 7    | 90   | 7    | 8    |
| 2024 | LG     | 0.272 | 130  | 434  | 58   | 118  | 22    | 0     | 20   | 200  | 80   | 1    | 0    | 55   | 0    | 112  | 14   | 4    |
| 통산 | 13시즌 | 0.257 | 1286 | 3719 | 500  | 955  | 179   | 6     | 154  | 1608 | 619  | 11   | 3    | 384  | 56   | 872  | 109  | 69   |